# Pete Travis
Pete Travis es un director de cine y televisión nacido en Mánchester. Antes de convertirse en director era trabajador social. Tras realizar un curso de post-graduado en realización cinematográfica, compró los derechos para cine de la obra de Nick Hornby 
Nacimiento : 2 de abril de 1982
Faith por 12.000 libras. Un productor invirtió la misma suma en la película y en 1997 se estrenó Faith en el Festival de Cine de Londres. Travis se interesó por la realización de forma tardía, inspirado por Alan Clarke y Costa Gavras. Faith le llevó a dirigir para la ITV series como The Bill, Cold Feet y The Jury.
En 2003 Paul Greengrass envió a Travis el guion de Omagh, una dramatización del atentado de Omagh que coescribió con Guy Hibbert después de ver su trabajo en The Jury y Henry VIII. Las televisiones Channel 4/RTÉ fueron galardonadas por este film con el premio revelación en la edición de 2004 del Festival Internacional de Cine de Toronto. Al año siguiente ganó el British Academy Television Award al mejor Drama, que Travis compartió con los productores. También fue nominado a los Irish Film and Television Awards como mejor director.
Su primera película de estudio, En el punto de mira, se estrenó en EE. UU. en febrero de 2008 y se convirtió en número uno en taquilla. Ahora está en preproducción su nueva película, Endgame que trata del fin del apartheid en Sudáfrica.

## Filmografía
| Year | Title                   | Awards and other notes |
| ---- | ----------------------- | --- |
| 1996 | Faith                   | Cortometraje |
| 1997 | The Bill                | 1 episodio ("Rift") |
| 1999 | Cold Feet               | 2 episodios ("Episodio 5" y "Episodio 6" de la segunda temporada)                                                                                         |
| 2000 | Other People's Children | |
| 2002 | The Jury                | |
| 2003 | Henry VIII              | |
| 2004 | Omagh                   | Ganadora, British Academy Television Awards\British Academy Television Award como mejor drama Nominado, Irish Film and Television Award al mejor director |
| 2008 | En el punto de mira     | Primera película de estudio |
|      | Endgame                 | En preproducción |
| 2012 | Dredd                   | "La mejor adaptación del año de un cómic" |

## Premios y distinciones
Festival Internacional de Cine de San Sebastián
| Año  | Categoría                           | Película | Resultado |
| ---- | ----------------------------------- | -------- | --------- |
| 2004 | Premio CICAE Mejor película europea | Omagh    | Ganador   |